# 웅천도
웅천도는 고려 문종(文宗)때 정배걸(鄭倍傑)이 설립한 사숙(私塾)의 명칭이다.

## 설립자
정배걸(鄭倍傑, ? ~ 1051년)은 고려 전기의 문신으로 초계 정씨(草溪 鄭氏)의 시조이다. 《고려사》 문종세가에는 정걸(鄭傑)이란 이름으로도 기록되어 있으며 예부상서(禮部尙書), 중추원사(中樞院使)를 지내고 문하시중(門下侍中), 광유후(光儒侯)에 추증되었다.

## 명칭유래
문종때 정배걸(鄭倍傑)에 의하여 개성 남문밖에 설립되었으며 홍문공도(弘文公徒)라고 불렀고 일명 웅천도(熊川徒)라고 하였다 한다. 문종 34년(1080년) 봄 2월 왕명으로 예부상서 중추사 정배걸(鄭倍傑)을 수태위 문하시중 광유후(守太尉門下侍中光儒侯)를 추증하라."는 기록을 볼 때 이때부터 시호인 홍문을 따서 홍문공도라 불렀고  그 이전에는 웅천도(熊川徒)라 불렀으리라 보며 웅천도야 말로 고려시대 생긴 사학 중 최초의 명칭일 것으로 추정된다. 그리고 정배걸 이후 생긴 나머지 사학의 명칭들도 대부분 설립자의 시호를 붙여서 만들었다. 최충의 경우를 보더라고 최충의 생전에는 구재학당으로 불렀으나 사후에 문헌이라는 시호를 내리고 문헌공도로 바뀌었다.

## 같이 보기
- 홍문공도
- 정배걸
- 최충
- 문헌공도